# 日系ミクロネシア連邦人
日系ミクロネシア連邦人（にっけいミクロネシアれんぽうじん、英語: Japanese Micronesians）とは日本人の血を引いたミクロネシア連邦の市民である。2006年の調査によると、全人口の2割にあたる約20,000人のミクロネシア連邦人は日本人の血を引いているとされる。

## 歴史
南洋庁が設置された日本領であったため、多くの日本人が生活していた。残留者や日本人とミクロネシア連邦人との間に生まれた子孫がミクロネシア連邦の日系人である。

## 著名な日系人
- トシオ・ナカヤマ (Tosiwo Nakayama)･･･初代ミクロネシア連邦大統領
- マニー・モリ (Immanuel "Manny" Mori)･･･第7代ミクロネシア連邦大統領
- 森小弁･･･実業家
- 八木進･･･元プロ野球選手
- 相沢進･･･元プロ野球選手
- マサオ・ナカヤマ（英語版） (Masao Nakayama)･･･政治家、初代駐日大使
- ジョン・フリッツ (John Fritz)･･･外交官、第4代駐日大使
- レジナ・ショウタロウ (Regina Shotaro)･･･陸上競技の選手としてシドニーオリンピックに出場

## 脚註
1. ↑  Letter to Steven K. Baker, Micronesian Registration Advisors Inc., by Kasio E. Mida, from the Embassy of the Federated States of Micronesia, February 24, 2006 (retrieved October 2, 2009)